# طیبه حنیف پارک
طیبه ممتاز حنیف پارک (به انگلیسی: Tayyiba Mumtaz Haneef-Park) (زاده ۲۳ مارس ۱۹۷۹ در لاگونا هیلز، کالیفرنیا) بازیکن سابق تیم ملی والیبال زنان ایالات متحده آمریکا است. او به همراه تیم ملی آمریکا به مدال نقره المپیک ۲۰۰۸ و المپیک ۲۰۱۲ لندن دست یافت و از ستاره های تیم ملی آمریکا بود. نام طیبه عربی است و خانواده پدرش مسلمان هستند. پسر عموی او طاری فیلیپس بازیکن سابق ان بی ای است.